# Bahnradsport-Europameisterschaften der Junioren/U23 2012

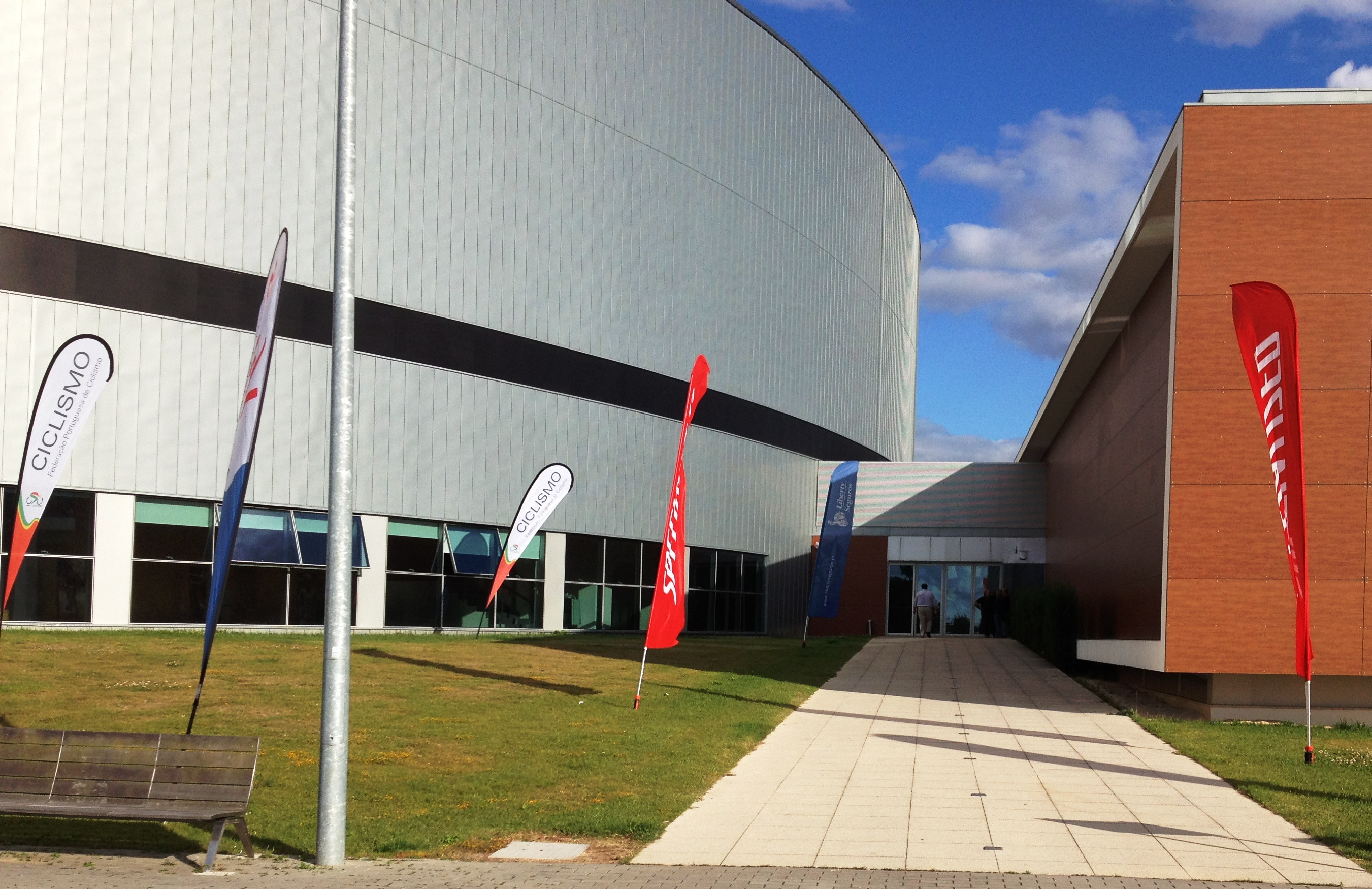
Das Velódromo Nacional

Die Bahnradsport-Europameisterschaften der Junioren/U23 2012 (2012 UEC Jun/U23 Track European Championships) fanden vom 4. bis 9. Juli 2012 im Velódromo Nacional im portugiesischen Sangalhos statt, damit zum dritten Mal nach 2011.

## Resultate U23

### Sprint
| Platz | Sportler         | Land |
| ----- | ---------------- | ---- |
|       | Stefan Bötticher | GER  |
|       | Charlie Conord   | FRA  |
|       | Philipp Thiele   | GER  |

| Platz | Sportlerin         | Land |
| ----- | ------------------ | ---- |
|       | Wiktorija Baranowa | RUS  |
|       | Olivia Montauban   | FRA  |
|       | Rebecca James      | GBR  |

### Keirin
| Platz | Sportler         | Land |
| ----- | ---------------- | ---- |
|       | Stefan Bötticher | GER  |
|       | Krzysztof Maksel | POL  |
|       | Marc Schröder    | GER  |

| Platz | Sportlerin         | Land |
| ----- | ------------------ | ---- |
|       | Wiktorija Baranowa | RUS  |
|       | Jelena Breschniwa  | RUS  |
|       | Rebecca James      | GBR  |

### Zeitfahren
| Platz | Sportler         | Land |
| ----- | ---------------- | ---- |
|       | Quentin Lafargue | FRA  |
|       | Hugo Haak        | NED  |
|       | Krzysztof Maksel | POL  |

| Platz | Sportlerin          | Land |
| ----- | ------------------- | ---- |
|       | Anastassija Woinowa | RUS  |
|       | Jelena Breschniwa   | RUS  |
|       | Olivia Montauban    | FRA  |

### Teamsprint
| Platz | Sportler                                          | Land |
| ----- | ------------------------------------------------- | ---- |
|       | Erik Balzer Eric Engler Stefan Bötticher          | GER  |
|       | Charlie Conord Quentin Lafargue Julien Palma      | FRA  |
|       | Rafał Sarnecki Grzegorz Drejgier Krzysztof Maksel | POL  |

| Platz | Sportlerin                             | Land |
| ----- | -------------------------------------- | ---- |
|       | Wiktorija Baranowa Anastassija Woinowa | RUS  |
|       | Rebecca James Victoria Williamson      | GBR  |
|       | Shanne Braspennincx Yesna Rijkhoff     | NED  |

### Einerverfolgung
| Platz | Sportler       | Land |
| ----- | -------------- | ---- |
|       | Silvan Dillier | SUI  |
|       | Albert Torres  | ESP  |
|       | Kévin Labèque  | FRA  |

| Platz | Sportlerin          | Land |
| ----- | ------------------- | ---- |
|       | Amy Pieters         | NED  |
|       | Lucie Záleská       | CZE  |
|       | Alexandra Tschekina | RUS  |

### Mannschaftsverfolgung
| Platz | Sportler                                                    | Land |
| ----- | ----------------------------------------------------------- | ---- |
|       | Matwei Subow Nikolai Zurkin Iwan Sawizki Wiktor Manakow     | RUS  |
|       | Silvan Dillier Cyrille Thièry Théry Schir Jan Keller        | SUI  |
|       | Moreno De Pauw Joris Cornet Gijs Van Hoecke Jasper De Buyst | BEL  |

| Platz | Sportlerin                                              | Land |
| ----- | ------------------------------------------------------- | ---- |
|       | Alexandra Gontscharowa Elena Lichmanowa Lidia Malachowa | RUS  |
|       | Eugenia Bujak Katarzyna Pawłowska Małgorzata Wojtyra    | POL  |
|       | Galina Streltsowa Elena Lichmanowa Lidia Malachowa      | RUS  |

### Scratch
| Platz | Sportler     | Land |
| ----- | ------------ | ---- |
|       | Jan Kadúch   | CZE  |
|       | Théry Schir  | SUI  |
|       | Barry Markus | NED  |

| Platz | Sportlerin         | Land |
| ----- | ------------------ | ---- |
|       | Natalia Rutkowska  | POL  |
|       | Laurie Berthon     | FRA  |
|       | Katsiaryna Barazna | BLR  |

### Punktefahren
| Platz | Sportler              | Land |
| ----- | --------------------- | ---- |
|       | Wojciech Pszczolarski | POL  |
|       | Bryan Coquard         | FRA  |
|       | Iwan Sawizki          | RUS  |

| Platz | Sportlerin                | Land |
| ----- | ------------------------- | ---- |
|       | Jolien D’hoore            | BEL  |
|       | Elena Cecchini            | ITA  |
|       | Maria Giulia Confalonieri | ITA  |

### Omnium
| Platz | Sportler       | Land |
| ----- | -------------- | ---- |
|       | Wiktor Manakow | RUS  |
|       | Bryan Coquard  | FRA  |
|       | Lucas Liß      | GER  |

| Platz | Sportlerin        | Land |
| ----- | ----------------- | ---- |
|       | Tamara Balabolina | RUS  |
|       | Laurie Berthon    | FRA  |
|       | Lucie Záleská     | CZE  |

### Madison
| Platz | Sportler                                    | Land |
| ----- | ------------------------------------------- | ---- |
|       | Silvan Dillier Jan Keller                   | SUI  |
|       | Gijs Van Hoecke Jasper De Buyst             | BEL  |
|       | Albert Torres Julio Alberto Amores Palacios | ESP  |

## Resultate Junioren/Juniorinnen

### Sprint
| Platz | Sportler          | Land |
| ----- | ----------------- | ---- |
|       | Richard Aßmus     | GER  |
|       | Matthew Rotherham | GBR  |
|       | Jakub Vývoda      | CZE  |

| Platz | Sportlerin           | Land |
| ----- | -------------------- | ---- |
|       | Elis Ligtlee         | NED  |
|       | Darja Schmeljowa     | RUS  |
|       | Mar Manrique Villena | ESP  |

### Keirin
| Platz | Sportler          | Land |
| ----- | ----------------- | ---- |
|       | Mateusz Lipa      | POL  |
|       | Matthew Rotherham | GBR  |
|       | Johannes Keuchel  | GER  |

| Platz | Sportlerin       | Land |
| ----- | ---------------- | ---- |
|       | Darja Schmeljowa | RUS  |
|       | Shana Dalving    | BEL  |
|       | Elis Ligtlee     | NED  |

### Zeitfahren
| Platz | Sportler              | Land |
| ----- | --------------------- | ---- |
|       | Matthew Rotherham     | GBR  |
|       | Alexander Dubtschenko | RUS  |
|       | Jakub Vývoda          | CZE  |

| Platz | Sportlerin        | Land |
| ----- | ----------------- | ---- |
|       | Darja Schmeljowa  | RUS  |
|       | Elis Ligtlee      | NED  |
|       | Lidia Plutznikowa | RUS  |

### Teamsprint
| Platz | Sportler                                                 | Land |
| ----- | -------------------------------------------------------- | ---- |
|       | Richard Aßmus Jan May Maximilian Dörnbach                | GER  |
|       | Alexander Scharapow Alexander Dubtschenko Alexei Lisenko | RUS  |
|       | Mateusz Lipa Adrian Kobylecki Jakub Stecko               | POL  |

| Platz | Sportlerin                         | Land |
| ----- | ---------------------------------- | ---- |
|       | Lidia Plutznikowa Darja Schmeljowa | RUS  |
|       | Lucy Garner Dani King              | GBR  |
|       | Elis Ligtlee Tamar Vedder          | NED  |

### Einerverfolgung
| Platz | Sportler        | Land |
| ----- | --------------- | ---- |
|       | Tom Bohli       | SUI  |
|       | Nils Schomber   | GER  |
|       | Jonathan Dibben | GBR  |

| Platz | Sportlerin      | Land |
| ----- | --------------- | ---- |
|       | Elinor Barker   | GBR  |
|       | Anna Knauer     | GER  |
|       | Manon Bourdiaux | FRA  |

### Mannschaftsverfolgung
| Platz | Sportler                                                          | Land |
| ----- | ----------------------------------------------------------------- | ---- |
|       | Mathias Møller Nielsen Elias Busk Mathias Krigbaum Jonas Poulsen  | DEN  |
|       | Jonathan Dibben Samuel Lowe Christopher Latham Tao Geoghegan Hart | GBR  |
|       | Nils Schomber Domenic Weinstein Leon Rohde Jonas Tenbrock         | GER  |

| Platz | Sportlerin                                        | Land |
| ----- | ------------------------------------------------- | ---- |
|       | Elinor Barker Lucy Garner Amy Roberts             | GBR  |
|       | Xenia Dobrinina Gulnas Badykowa Natalia Motsarowa | RUS  |
|       | Ana Maria Corvig Arianna Fidanza Michela Maltese  | ITA  |

### Scratch
| Platz | Sportler             | Land |
| ----- | -------------------- | ---- |
|       | Francesco Castegnaro | ITA  |
|       | Christopher Latham   | GBR  |
|       | Jakub Mareczko       | ITA  |

| Platz | Sportlerin    | Land |
| ----- | ------------- | ---- |
|       | Lucy Garner   | GBR  |
|       | Iris Sachet   | FRA  |
|       | Shana Dalving | BEL  |

### Punktefahren
| Platz | Sportler        | Land |
| ----- | --------------- | ---- |
|       | Thomas Boudat   | FRA  |
|       | Tom Bohli       | SUI  |
|       | Maxime Piveteau | FRA  |

| Platz | Sportlerin      | Land |
| ----- | --------------- | ---- |
|       | Arianna Fidanza | ITA  |
|       | Xenia Dobrinina | RUS  |
|       | Natasha Grilli  | ITA  |

### Omnium
| Platz | Sportler         | Land |
| ----- | ---------------- | ---- |
|       | Pascal Ackermann | GER  |
|       | Jonas Rickaert   | BEL  |
|       | Jonathan Dibben  | GBR  |

| Platz | Sportlerin           | Land |
| ----- | -------------------- | ---- |
|       | Anna Knauer          | GER  |
|       | Tetjana Klimtschenko | UKR  |
|       | Michela Pavin        | ITA  |

### Madison
| Platz | Sportler                           | Land |
| ----- | ---------------------------------- | ---- |
|       | Riccardo Donato Matteo Alban       | ITA  |
|       | Mathias Krigbaum Jonas Poulsen     | DEN  |
|       | Pascal Ackermann Domenic Weinstein | GER  |

## Medaillenspiegel
| Rang   | Land                   | Gold | Silber | Bronze | Gesamt |
| ------ | ---------------------- | ---- | ------ | ------ | ------ |
| 1      | Russland               | 11   | 7      | 3      | 21     |
| 2      | Deutschland            | 7    | 2      | 5      | 14     |
| 3      | Vereinigtes Königreich | 4    | 6      | 4      | 14     |
| 4      | Schweiz                | 3    | 3      | 0      | 6      |
| 5      | Italien                | 3    | 1      | 7      | 11     |
| 6      | Polen                  | 3    | 1      | 3      | 7      |
| 7      | Frankreich             | 2    | 8      | 3      | 13     |
| 8      | Niederlande            | 2    | 2      | 4      | 8      |
| 9      | Belgien                | 1    | 4      | 2      | 7      |
| 10     | Tschechien             | 1    | 1      | 3      | 5      |
| 11     | Dänemark               | 1    | 1      | 0      | 2      |
| 12     | Spanien                | 0    | 1      | 3      | 4      |
| 13     | Ukraine                | 0    | 1      | 0      | 1      |
| 14     | Belarus                | 0    | 0      | 1      | 1      |
| Gesamt | Gesamt                 | 38   | 38     | 38     | 114    |